# Chinua Achebe

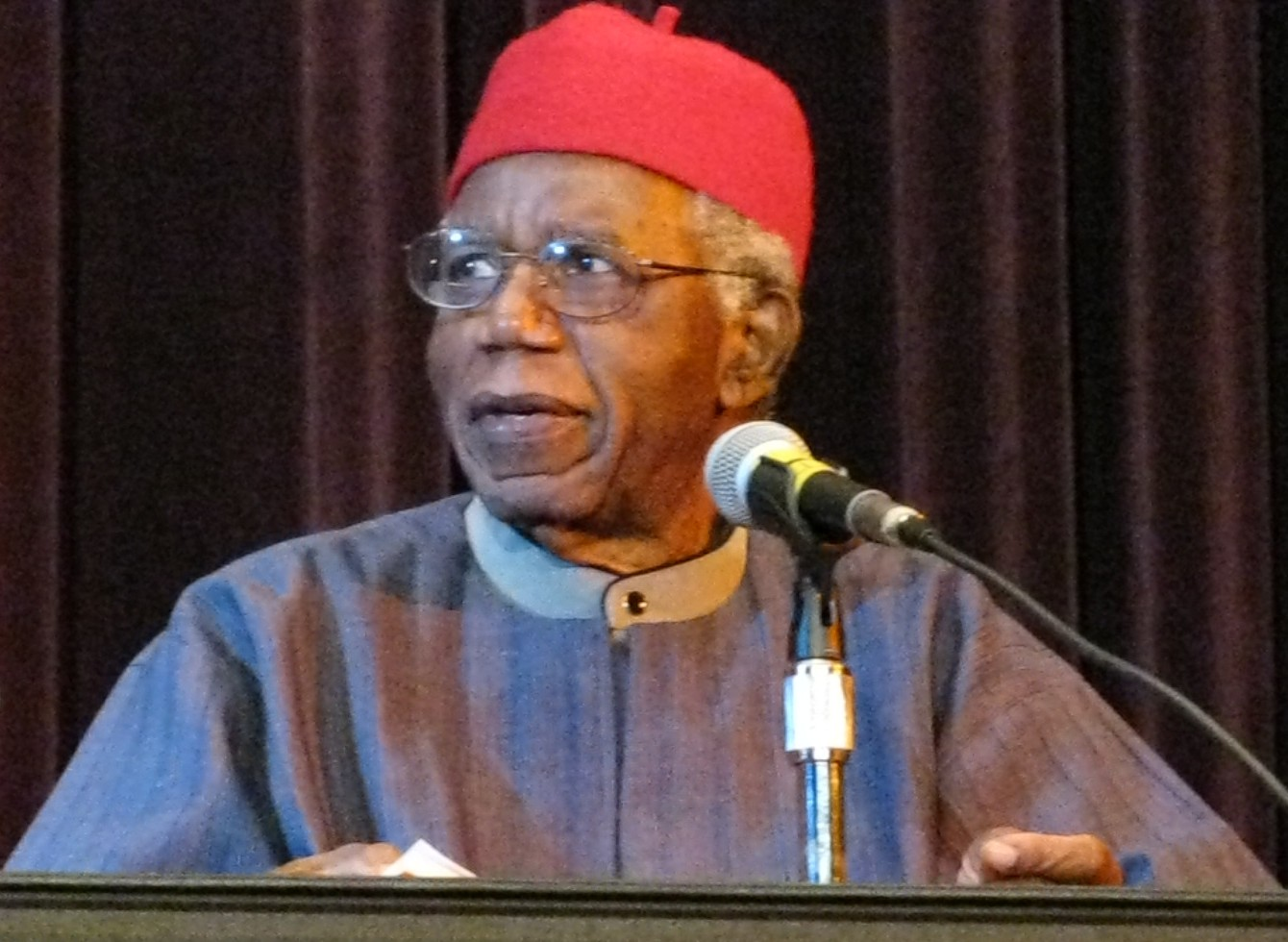
Chinua Achebe, 2008.

Chinua Achebe, född 16 november 1930 i Ogidi, Anambra, Nigeria, död 21 mars 2013 i Boston, Massachusetts, USA, var en nigeriansk romanförfattare och poet, ansedd och kontroversiell litteraturkritiker, och en av 1900-talets mest lästa författare inom afrikansk litteratur.

## Biografi
Achebe var son till en lärare i en missionsskola och utbildade sig vid Ibadans universitet och började därefter vid radion. Han var diplomat i Biafras regering 1967–1970 och har undervisat vid universiteten i Massachusetts, Connecticut och Nsukka i Nigeria. Achebe var starkt kritisk mot bristen på politisk och ekonomisk utveckling i Nigeria och levde från 1990 i USA då han efter en bilolycka förlamades från midjan och nedåt.
Hans verk kretsar i huvudsak kring afrikansk politik, skildringen av Afrika och afrikaner i västvärlden, såväl som följderna av koloniseringen av afrikanska samhällen. Achebes magnum opus Things Fall Apart (Allt går sönder) från 1958 är en historisk roman, förlagd till det sena 1800-talet, som visar koloniseringens följder i ett igbo-samhälle. Boken har översatts till mer än 50 språk. 2012 gavs hans självbiografi There was a country – a personal history of Biafra ut. Där berättade han för första gången i detalj om sina upplevelser i samband med Biafrakriget på 1960-talet.
Achebe har två gånger, 2004 och 2011, tackat nej till den prestigefulla nigerianska utmärkelsen "Commander of the Federal Republic". Achebe tackade nej av politiska skäl och nämnde särskilt den utbredda korruptionen i landet som skäl.